# Савенко, Вера Иосифовна
Вера Иосифовна Савенко (урожд. Михайленко; укр. Віра Йосипівна Савенко; 1929 год, с. Владимировка, Полтавский округ) — звеньевая колхоза имени 8 марта Карловского района Полтавской области, Украинская ССР. Герой Социалистического Труда (1949).

## Биография
Родилась в 1929 году в крестьянской семье в селе Владимировка. Получила начальное образование. С 12-летнего возраста работала в колхозе имени 8 марта Карловского района. Во время оккупации трудилась на общественном дворе. После освобождения Полтавской области в 1943 году от немецких захватчиков восстанавливала разрушенное колхозное хозяйство. Была назначена звеньевой комсомольско-молодёжного звена.
В 1948 году звено под руководством Веры Михайленко собрало в среднем по 32,8 центнеров пшеницы с каждого гектара на участке площадью 20 гектаров. В 1949 году удостоена звания Героя Социалистического Труда «за получение высоких урожаев пшеницы, подсолнечника и волокна южной конопли при выполнении колхозом обязательных поставок и контрактации по всем видам сельскохозяйственной продукции, натуроплаты за работу МТС в 1948 году и обеспеченности семенами всех культур для весеннего сева 1949 года».
После укрупнения работала разнорабочей в колхозе имени Ватутина Карловского района в родном селе. С 1968 года — токарь-фрезеровщик инструментального цеха Полтавского тепловозоремонтного завода имени Жданова.
После выхода на пенсию проживает в Полтаве.

## Награды
- Герой Социалистического Труда — указом Президиума Верховного Совета СССР от 23 июня 1966 года
- Орден Ленина
- Орден Трудового Красного Знамени